# Дулат Ісабеков
Дулат Ісабеков (20 грудня 1942, Ариський район, Південно-Казахстанська область, Казахстан — 21 лютого 2025) — казахський і радянський письменник, драматург. Герой праці Казахстану (2022), лауреат Державної премії Республіки Казахстан (1992).

## Біографія
Народився 20 грудня 1942 року у Південно-Казахстанській області, за різними даними в Ариському чи Сайрамському районі. Походить із роду Кулшигаш, племені конират Середнього жузу. Батько, Алдабергенов Ісабек, загинув під Сталінградом. Мати — Алдабергенова Кумускуль.
У 1966 році закінчив філологічний факультет Казахського державного університету ім. С. М. Кірова (нині КазНУ ім. Аль-Фарабі). Після закінчення університету з 1967 до 1968 рік працював старшим редактором літературно-драматичного мовлення Казахського радіо. У 1968 -1 970 роках був старшим науковим редактором головної редакції Казахської радянської енциклопедії; у 1971—1976 роках завідував відділом журналу «Жулдиз»; у 1976—1980 роках — завідувач редакції видавництва «Жалин»; у 1980—1988 роках — головний редактор репертуарно-редакційної колегії Міністерства культури Казахстану. У 1990—1992 роках — головний директор Казахського телебачення; у 1992—1996 роках — директор видавництва «Жазуши». З 1998 року — директор Казахського науково-дослідного інституту культури та мистецтвознавства.

## Творчість
Письменник, драматург, перший лауреат Державної премії незалежної Республіки Казахстан (1992), лауреат міжнародного ПЕН-клубу, платиновий лауреат незалежної премії «Тарлан» (2007), нагороджений медаллю Льва Толстого (Росія). Повісті та оповідання неодноразово видавалися у Москві та в колишніх Союзних республіках. Окремі повісті й оповідання перекладені німецькою, болгарською, угорською, чеською мовами. У 2014 році у Лондоні вийшла окрема збірка повістей й оповідань Ісабекова під назвою «Перлина й інші оповідання».
Автор понад двадцять п'єс, які широко ставлять на сценах театрів республіки Казахстан та сценах театрів колишніх Союзних республік. До 70-річчя автора в Алмати провели міжнародний фестиваль одного драматурга. Крім провідних театрів Республіки Казахстан, у ньому взяли участь театри Болгарії, Туреччини, Санкт-Петербурга, Омська, Башкирії, російський академічний театр Душанбе.
7 квітня у Лондоні поставлено п'єсу «Транзитний пасажир» його авторства.
23 квітня 2015 року у Лондоні відбулася презентація нової книги «Ви не знали воєн».
У 2016 році видавництво «Художня література» (Москва) випустило 4 томи вибраних творів письменника. У літературному інституті ім. М. Горького відбулася презентація цих книг. Про його творчість неодноразово писали газети, зокрема «Літературна газета», «Літературна Росія», журнали «Дружба народів», «Літературні питання», «Театральне життя».
У 2017 році до 75-річчя автора англійською мовою вийшли друком дві збірки короткі оповідання «Short Stories» та п'єси «Song of the Swans: Selection of Plays». У рамках фестивалю казахської культури зі спектаклем Дулата Ісабекова «Жаужурек» на лондонській сцені виступив Державний академічний драматичний театр імені Мухтара Ауезова. Крім того, Державний республіканський академічний корейський театр представив музичну комедію — «Акторка». А п'єса «Акку Жибек» вперше була зіграна місцевою трупою — артистами британського театру англійською.

## Нагороди
- 1992 — Державна премія Республіки Казахстан;
- 2002 — Орден Курмет;
- 2006 — премія «Платиновий Тарлан»;
- 2012 — «Почесний громадянин Південно-Казахстанської області»;
- 2014 — Орден Достик ІІ ступеня;
- 2015 — Медаль «Єдності народу Казахстану»;
- 2021 (2 грудня) — Орден «Перший Президент Республіки Казахстан — Лідер Нації Нурсултан Назарбаєв»[4];
- 2022 (22 жовтня) — звання «Герой Праці Казахстану» з врученням ордена «Отан» — за величезний внесок у розвиток казахської літератури[5];
- Державні ювілейні медалі
- 2008 — Медаль «10 років Астані»;
- 2011 — Медаль «20 років незалежності Республіки Казахстан»;
- 2016 — Медаль «25 років незалежності Республіки Казахстан»;
- 2018 — Медаль «20 років Астані»;
- 2021 — Медаль «30 років незалежності Республіки Казахстан».

## Твори
- Мазасыз күндер, А., 1970;
- Тіршілік, А.Екі жиырмаЕкі жиирма, А., 1983;
- Жеті желкен, А., 1993;
- Таңдамалы, 1-2 т., А. 1989.